# 앙투안 콩테
앙투안 콩테(프랑스어: Antoine Conte, 1994년 1월 29일 ~ )는 불가리아 클럽 보테프 플로브디프의 라이트백으로 뛰고 있는 기니의 프로 축구 선수이다. 프랑스에서 태어난 그는 기니 국가대표팀에서 뛰고 있다.

## 구단 경력
2013년 2월 1일, 콩테는 툴루즈와의 경기에서 76분 만에 마마두 사코와 교체되며 리그 1 데뷔 전을 치렀다.
2017년 1월 31일, 콩테는 시즌이 끝날 때까지 베이타르 예루살렘으로 임대를 가졌고, 그와 영구 계약할 수 있는 옵션이 주어졌다.
2017년 6월 15일, 베이타르는 3년 계약에 합의하며 영구 계약을 체결했다.
2021년 2월, 프랑스 법원에서 징역 1년형을 선고받은 베이타르는 콩테를 석방했다.

## 국가대표팀 경력
프랑스에서 태어난 콩테는 기니 출신이다. 그는 U-21 국가대표팀까지 수많은 청소년 국가대표팀에서 프랑스를 대표했다. 그는 2022년 3월 25일, 남아프리카 공화국과 0-0으로 비긴 친선 경기에서 기니 국가대표팀에 데뷔했다.
2023년 12월 23일, 카바 디아와라가 선정한 2023년 아프리카 네이션스컵에 출전할 25명의 기니 선수 명단에 이름을 올렸다.

## 사생활
2016년 12월 8일, 콩테는 여자친구를 폭행하고 도우려는 19세 남자를 야구 방망이로 공격하여 뇌출혈을 포함하여 다리, 팔, 머리를 다치게 한 혐의로 프랑스 경찰에 체포되었다. 2021년 1월, 그는 3년 징역형을 선고 받았다. 5월, 그는 형의 감경을 위한 항소를 제기했다.